# Malagoniella lanei
Malagoniella lanei är en skalbaggsart som beskrevs av Lange 1945. Malagoniella lanei ingår i släktet Malagoniella och familjen bladhorningar. Inga underarter finns listade i Catalogue of Life.